# فرانشيل إيبارا
فرانتشيل إبارا (بالفرنسية: Franchel Ibara)‏ (مواليد 27 يوليو 1989 في برازافيل) لاعب كرة قدم كونغولي دولي يجيد اللعب في خط الهجوم . يلعب حاليا لصالح نادي سوشو الفرنسي منذ 2007 .

## روابط خارجية
- فرانشيل إيبارا على موقع الاتحاد الدولي (مؤرشف)  (الإنجليزية)
- فرانشيل إيبارا على موقع قاعدة بيانات كرة القدم.إي يو (الإنجليزية)
- فرانشيل إيبارا على موقع ناشيونال فوتبول تيمز (الإنجليزية)
- فرانشيل إيبارا على موقع عالم كرة القدم.نت (الإنجليزية)
- فرانشيل إيبارا على موقع كووورة